# Adele Addison
Adele Addison (New York, 24 luglio 1925) è un soprano statunitense.

## Biografia
Nata a New York e cresciuta a Springfield, Adele Addison cominciò a studiare canto durante l'adolescenza e si perfezionò all'Università Princeton.
Esordì sulle scene nel 1948 a Boston in un recital e, dopo la laurea, si trasferì a New York, dove esordì nel 1952 con un recital lodato dal New York Times. Proseguì quindi con gli studi alla Juilliard School con Beverley Peck Johnson e Povla Frijsh. Nel 1955 fece il suo debutto alla New York City Opera come Mimì ne La bohème e fu invitata da Aaron Copland a cantare nella prima del suo Dirge In Woods. La sua carriera operistica fu limitata, dato che preferiva cantare in recital e concerti. Tuttavia, cantò ancora in qualche occasione alla New York City Opera, a Filadelfia e Washington, in ruoli quali Fiordiligi in Così fan tutte, Gilda in Rigoletto, Liù in Turandot, Nannetta in Falstaff, Mélisande in Pelléas et Mélisande e Micaela in Carmen.
Nel 1959 doppiò Dorothy Dandridge nell'adattamento cinematografico dell'opera Porgy and Bess, cantando nel ruolo della protagonista. Durante gli anni sessanta si concentrò sulla carriera concertistica, cantando nelle prime di composizione di Francis Poulenc (Gloria), Lukas Foss (Time Cycle), Lester Trimble (Canterbury Tales) e Leonard Bernstein, con orchestre quali la New York Philharmonic, la Boston Symphony Orchestra, l'Hollywood Bowl Orchestra, la Cleveland Orchestra e l'Indianapolis Symphony Orchestra. Fu candidata tre volte al Grammy Award al miglior album vocale solista classico: nel 1962 per Trimble: Four Fragments from The Canterbury Tales, nel 1963 per l'incisione discografica del Time Cycle di Foss e nel 1968 per Copland: 12 Poems of Emily Dickinson. Dagli anni settanta si dedicò prevalentemente all'insegnamento, lavorando alla Stony Brook University, l'Eastman School of Music, l'Aspen Music Festival and School e alla Manhattan School of Music.
Fu sposata con Norman Berger dal 1958 alla morte dell'uomo nel 2005.

## Repertorio
| Ruolo      | Titolo               | Autore   |
| ---------- | -------------------- | -------- |
| Micaela    | Carmen               | Bizet    |
| Mélisande  | Pelléas et Mélisande | Debussy  |
| Bess       | Porgy and Bess       | Gershwin |
| Galatea    | Aci e Galatea        | Händel   |
| Eshter     | Eshter               | Händel   |
| Fiordiligi | Così fan tutte       | Mozart   |
| Mimì       | La bohème            | Puccini  |
| Liù        | Turandot             | Puccini  |
| Gilda      | Rigoletto            | Verdi    |
| Nannetta   | Falstaff             | Verdi    |